# German (Moralin)
German, imię świeckie Lew Gennadijewicz Moralin (ur. 24 grudnia 1956 w Nowo-Jazykowie) – metropolita Rosyjskiego Kościoła Prawosławnego.

## Życiorys
Jego rodzina nie była religijna. W 1975 ukończył naukę w szkole medycznej, uzyskując kwalifikacje felczera; przez dwa lata pracował w zawodzie, równolegle ucząc się na wydziale historyczno-filologicznym uniwersytetu w Gorkim. 19 sierpnia 1983 przyjął święcenia diakońskie i rozpoczął służbę w soborze Zaśnięcia Matki Bożej we Włodzimierzu. 8 marca następnego roku złożył wieczyste śluby zakonne i dwa dni później przyjął święcenia kapłańskie. Został skierowany do pracy duszpasterskiej w parafii Narodzenia Matki Bożej we wsi Likin Sudugodski w eparchii włodzimierskiej. Równolegle w trybie zaocznym ukończył seminarium duchowne w Moskwie. Od 1987 archimandryta.
W latach 1989–1993 był proboszczem dwóch parafii: Opieki Matki Bożej i św. Nikity w Juriewie Polskim. Od 1991 był równolegle dziekanem dekanatów juriew-polskiego i kolczugińskiego. 28 marca 1993 w soborze Objawienia Pańskiego w Moskwie miała miejsce jego uroczysta chirotonia na biskupa jakuckiego i wilujskiego. Od 1995 nosił tytuł biskupa jakuckiego i leńskiego. W eparchii jakuckiej ponownie wprowadził do użytku liturgicznego (obok cerkiewnosłowiańskiego) język jakucki. Od 2000 arcybiskup. W 2004 został arcybiskupem kurskim i rylskim. W 2012 został podniesiony do godności metropolity.